# Conocephalus insularis
Conocephalus insularis är en insektsart som först beskrevs av Morse 1905.  Conocephalus insularis ingår i släktet Conocephalus och familjen vårtbitare. Inga underarter finns listade i Catalogue of Life.